# Arenile
L'arenile è una parte della spiaggia. Ne consegue la facoltà per tutti di transitarvi e l'obbligo, per chi ha una concessione per uno stabilimento balneare, di permettere l'accesso gratuito all'arenile da parte di chiunque lo desideri; ne consegue altresì il divieto, per chi lo attraversa, di sostarvi o di ingombrare il passaggio. 
La disciplina del Diritto della navigazione fissa la fascia minima a 5 metri lineari dalla battigia.